# Mira Louen
Mira Louen (Hilden, 13 de octubre de 1985) es una deportista alemana que compitió en piragüismo en la modalidad de eslalon.
Ganó dos medallas de bronce en el Campeonato Mundial de Piragüismo en Eslalon, en los años 2011 y 2013, y dos medallas en el Campeonato Europeo de Piragüismo en Eslalon, en los años 2011 y 2012.

## Palmarés internacional
| Campeonato Mundial | Campeonato Mundial      | Campeonato Mundial | Campeonato Mundial |
| Año                | Lugar                   | Medalla            | Competición        |
| ------------------ | ----------------------- | ------------------ | ------------------ |
| 2011               | Bratislava (Eslovaquia) | Medalla de bronce  | C1 por equipos     |
| 2013               | Praga (República Checa) | Medalla de bronce  | C1 por equipos     |
| Campeonato Europeo |                         |                    |                    |
| Año                | Lugar                   | Medalla            | Competición        |
| 2011               | Seo de Urgel (España)   | Medalla de plata   | C1 individual      |
| 2012               | Augsburgo (Alemania)    | Medalla de oro     | C1 individual      |